# Karl Gautsch
Karl Friedrich Constantin Gautsch (* 27. Juni 1810 in Simselwitz bei Döbeln; † 12. Dezember 1879 in Blasewitz bei Dresden) war ein sächsischer Heimatforscher, Politiker und Advokat.

## Leben und Werk
Ende der 1830er Jahre wohnte Gautsch in Roßwein, wo er 1838 zum Gerichtsdirektor für die gräflich Einsiedelschen Gerichte auf den Rittergütern Gersdorf und Böhrigen bestellt wurde.
Neben seiner rechtsanwaltlichen Tätigkeit beschäftigte er sich frühzeitig mit heimatkundlichen Forschungen. 1842 veröffentlichte er eine „Einladung zur Unterzeichnung auf eine neue Zeitschrift für sächsische Geschichte und Alterthumskunde“. Im darauf folgenden Jahr erschien die Zeitschrift unter dem Titel Archiv für sächsische Geschichte und Alterthumskunde. Sie musste aber bereits im selben Jahr nach nur fünf Heften wieder eingestellt werden, da „der Absatz von einigen 50 Exemplaren“ bei einem Preis von 2 Thalern die Kosten nicht annähernd deckte. Erst 1863 wurde mit dem Archiv für sächsische Geschichte (seit 1880 Neues Archiv für sächsische Geschichte und Alterthumskunde) eine solche Zeitschrift etabliert, in der er auch mehrere Artikel veröffentlichte.
Auch politisch war Gautsch aktiv. 1849 saß er für den 29., 30. und 32. Bezirk in der I. Kammer des Sächsischen Landtags. Da er sich 1849 am Dresdner Maiaufstand beteiligte, wurde er noch im Mai wegen Hochverrats verhaftet. Anfangs zum Tode verurteilt, erhielt er schließlich 20 Jahre Zuchthaus in Waldheim, von denen er fünf Jahre absaß und am 1. März 1856 nach einem Gnadengesuch entlassen wurde. In dieser Zeit durfte er sich mit Erlaubnis des Sächsischen Ministeriums des Innern wissenschaftlich betätigen und Bücher aus der königlichen Sekundogenitur-Bibliothek kostenfrei zusenden lassen. Im selben Monat wurde ihm die Wiederausübung seines Berufs gestattet.
Anschließend ließ er sich in Dresden nieder, wo er zuerst in der Seevorstadt Am See 26 und später in der Kreuzgasse 11 wohnte. Ab diesem Zeitpunkt war er schriftstellerisch sehr aktiv und veröffentlichte quellennahe Untersuchungen u. a. zu Heraldik, Burgenforschung und zur Sächsischen Schweiz, die er insbesondere im Archiv für sächsische Geschichte und in den Mitteilungen des Freiberger Altertumsvereins veröffentlichte.
Gautsch war Mitglied des Gebirgsvereins für die sächsisch-böhmische Schweiz, des Vereins für die Geschichte und Topographie von Dresden, des Königlich Sächsischen Altertumsvereins, des Vereins Deutscher Herold, Ehrenmitglied des Freiberger Altertumsvereins und der Section des sciences historiques in Luxemburg sowie korrespondierendes Mitglied der Deutschen Gesellschaft in Leipzig.

## Ehrungen
In Dresden-Blasewitz wurde am 1. Juni 1926 der Gautschweg nach ihm benannt.
Für sein Engagement um die Sächsische Schweiz wurde 1881 vom Gebirgsverein für die sächsische Schweiz eine Felsformation im Polenztal nahe Hohnstein, die Gautschgrotte, nach ihm benannt und eine Gedenktafel (2018 erneuert) angebracht.

## Trivia
Die Kinderbuchautorin Hannelore Jost hat Gautsch in ihrem ersten historischen Roman In den Zeichen der Zeit in den Mittelpunkt der Handlungen gestellt.

## Werke (Auswahl)
- Archiv für sächsische Geschichte und Alterthumskunde. Grimma: Gebhardt, 1843, Erster Jahrgang, Heft 1–5 (Digitalisat).
- Älteste Geschichte der Sächsischen Schweiz nebst den frühesten topographischen Nachrichten. Dresden: Axt, 1880, 123 S. (Digitalisat)
- Das Augustusbad bei Radeberg. Eine kurze Beschreibung der Entstehung, Umgebung Wirkungen und jetzigen Einrichtung dieses Mineralbades und Curortes zum Gebrauche für Bade-Gäste und Besucher. Mit einem Plane der Umgebung. Dresden: Weiske, 1873.
- Die Gründung und Entstehung von Friedrichstadt : nach Urkunden und archivalischen Quellen zur Feier des 200jährigen Stadt-Jubiläums am 25. Juli 1870. Dresden: Petzold, 1870.
- Ueber die Aufgabe und Einrichtung lokaler Geschichts- und Alterthums-Vereine. In: Mitteilungen des Freiberger Altertumsvereins. 1865, Heft 4, S. 321–324.